# Петнаеста изложба УЛУС-а (1953)
Петнаеста изложба УЛУС-а (1953) је трајала од 1. до 12. маја и од 14. до 24. маја 1953. године. Одржана је у галеријском простору Удружења ликовних уметника Србије односно у Уметничком павиљону "Цвијета Зузорић", у Београду.

## Излагачи

### Сликарство
Радови изложени од 1. до 12. маја:
1. Анте Абрамовић
2. Милета Андрејевић
3. Даница Антић
4. Нина Антоновић-Лакић
5. Гордана Аранђеловић
6. Милош Бабић
7. Милорад Балаћ
8. Селимир Барбуловић
9. Боса Беложански
10. Михаил Беренђија
11. Никола Бешевић
12. Петар Бибић
13. Јован Бијелић
14. Никола Блажев
15. Милан Божовић
16. Ђорђе Бошан
17. Војтех Братуша
18. Игор Васиљев
19. Милена Велимировић
20. Миодраг Војић
21. Бета Вукановић
22. Бошко Вукашиновић
23. Оливера Вукашиновић
24. Лазар Вујаклија
25. Живан Вулић
26. Слободан Гавриловић
27. Оливера Галовић
28. Бода Гарић
29. Милош Гвозденовић
30. Ратомир Глигоријевић
31. Драгомир Глишић
32. Милош Голубовић
33. Никола Граовац
34. Александар Грбић
35. Винко Грдан
36. Бора Грујић
37. Ксенија Дивјак
38. Дана Докић
39. Матија Зламалик
40. Јован Зоњић
41. Ксенија Илијевић
42. Сава Ипић
43. Љубомир Јанковић
44. Мирјана Јанковић
45. Мара Јелесић
46. Небојша Јелача
47. Александар Јеремић
48. Гордана Јовановић
49. Милош Јовановић
50. Младен Јосић
51. Вера Јосифовић
52. Оливера Кангрга
53. Пиво Караматијевић
54. Милан Керац
55. Радивоје Кнежевић
56. Лиза Крижанић
57. Спасоје Јараковић
58. Јован Кукић
59. Мајда Курник
60. Гордана Лазић
61. Александар Лакић
62. Љубо Лах
63. Светолик Лукић
64. Шана Лукић
65. Александар Луковић

Радови изложени од 14. до 24. маја:
1. Милан Маринковић
2. Милан Минић
3. Милун Митровић
4. Предраг Михаиловић
5. Светислав Младеновић
6. Живорад Настасијевић
7. Миливој Николајевић
8. Владислав Новосел
9. Анкица Опрешник
10. Петар Омчикус
11. Лепосава Ст. Павловић
12. Споменка Павловић
13. Бошко Петровић
14. Јелисавета Ч. Петровић
15. Михаило С. Петров
16. Слободан Петровић
17. Јефто Перић
18. Васа Поморишац
19. Владимир Поп-Захаријев
20. Ђорђе М. Поповић
21. Милан Поповић
22. Божидар Продановић
23. Бата Протић
24. Миодраг Б. Протић
25. Мирко Почуча
26. Влада Радовић
27. Иван Радовић
28. Божидар Раднић
29. Ђуро Радоњић
30. Милан М. Радоњић
31. Ратимир Руварац
32. Младен Србиновић
33. Вељко Станојевић
34. Светислав Страла
35. Бранко Станковић
36. Боривоје Стевановић
37. Живко Стојсављевић
38. Драгослав-Сип Стојановић
39. Божидар Стојановић
40. Рафаило Талви
41. Стојан Трумић
42. Стојан Ћелић
43. Вера Ћирић
44. Милорад Ћирић
45. Јелена Ћирковић
46. Иван Цветко
47. Драгутин Циганчић
48. Љубомир Цинцар-Јанковић
49. Милан Цмелић
50. Даница Чарапић
51. Јадвига Четић

### Вајарство
Радови изложени од 1. до  24. маја:
1. Градимир Алексић
2. Милан Бесаравић
3. Ана Бешлић
4. Стеван Боднаров
5. Крунослав Буљевић
6. Вука Велимировић
7. Дарослава Вијоровић
8. Војислав Вујисић
9. Анте Гржетић
10. Славко Драганић
11. Олга Јанчић
12. Олга Јеврић
13. Јелена Јовановић
14. Милован Крстић
15. Периша Милић
16. Небојша Митрић
17. Живорад Михаиловић
18. Божидар Обрадовић
19. Димитрије Парамендић
20. Славка Средовић-Петровић
21. Сава Сандић
22. Јован Солдатовић
23. Радета Станковић
24. Славољуб Станковић
25. Ристо Стијовић
26. Ратимир Стојадиновић
27. Радивој Суботички
28. Јелисавера Шобер